# Viva Las Bravo
A Viva Las Bravo műsorblokk volt a magyar Cartoon Network-ön, amely 2005. július 31-én indult. A műsorblokkban a nézők alakíthatták a csatorna műsorát a CartoonNetwork.hu weboldalon leadott szavazataik alapján.
A nézők naponta három műsorra szavazhattak a csatorna honlapján, másnap pedig délután 4 és 6 óra között a nyertes sorozatból készült összeállítást vetítette a Cartoon Network. 19 sorozatra lehetett szavazni, többek között olyan népszerű sorozatokra is mint az Ed, Edd és Eddy-re, Dexter laboratóriumá-ra és a Johnny Bravó-ra. Érdekesség, hogy a műsorblokknak az utóbbi műsornak a főszereplője, Johnny Bravo volt a házigazdája.
A műsorblokk 2006. szeptember 3-ig volt műsoron.